# 砷二氢化钠
砷二氢化钠是一种无机化合物，化学式为NaAsH2。

## 制备
将AsH3通入钠的液氨溶液可以得到NaAsH2，在反应中溶液由蓝色褪色：
2 AsH3 + 2 Na —液氨→ 2 NaAsH2 + H2

## 化学性质
砷二氢化钠遇到酸放出AsH3。